# Jacqueline Méfano
Jacqueline Méfano, née en 1940, est une pianiste classique française.

## Biographie
Jacqueline Méfano étudie au Conservatoire de Paris avec Yves Nat, Olivier Messiaen et Pierre Sancan.
Elle obtient cinq premiers prix, en piano, analyse, musique de chambre, harmonie et accompagnement. Elle y rencontre le compositeur Paul Méfano qu'elle épouse, et une fois leurs études achevées, ils partent aux États-Unis. À son retour en France, elle s'exprime principalement à travers la musique contemporaine et devient soliste de l'Ensemble 2E2M. Elle travaille également en duo avec le flûtiste Pierre-Yves Artaud dans un large répertoire. Son engagement constant pour faire vivre la musique contemporaine lui vaut d'être dédicataire de nombreuses œuvres qu'elle a donné en concert, qu'il s'agisse de créations mondiale ou française. Ces compositeurs qu'elle interprète ont pour nom Olivier Messiaen, Pierre Boulez, Franco Donatoni, Mauricio Kagel, Iannis Xenakis, György Ligeti, Alain Bancquart, Paul Méfano, Brian Ferneyhough ou Philippe Boesmans, entre autres.
En tant que soliste, elle se produit en France aux festivals de Metz, La Rochelle, Royan, Saint-Paul-de-Vence, en Europe à ceux de Darmstadt, Donaueschingen, Budapest, Odessa, Prague, Turin, Venise, Varsovie, Vienne, Zagreb.

## Enregistrements (sélection)
- Iannis Xenakis : Herma, éditions Adès (1971)
- André Jolivet : Mana, Cinq danses rituelles, éditions Adda.
- André Jolivet : œuvres pour flûte et piano, avec Pierre-Yves Artaud et l'Ensemble 2E2M, dir. Paul Méfano (Grand Prix du disque de l’Académie Charles Cros)
- Isang Yun : œuvres pour flûte et piano, avec Pierre-Yves Artaud et l'Ensemble 2E2M, dir. Paul Méfano, éditions Adda.
- Gideon Klein : œuvres instrumentales et vocales, Ensemble 2E2M, dir. Paul Méfano
- Charles Valentin Alkan : œuvres pour chant et piano, avec Rachel Yakar, mezzo-soprano, label 2E2M.